# Iglesia de San Juan Bautista (Trobajo del Camino)
La iglesia parroquial de San Juan Bautista (Construida entre 1794 y 1801 en piedra y ladrillo) es la iglesia parroquial de la localidad leonesa de Trobajo del Camino. Es un templo de estilo neoclásico. Es una iglesia de planta de cruz latina. Al final de la nave central, destaca el retablo mayor; en las naves laterales destacan los retablos menores.
Actualmente, la parroquia la llevan seis sacerdotes Maristas, los cuales se ocupan de las parroquias de Trobajo, San Andrés del Rabanedo, Villabalter y Ferral del Bernesga.

## Descripción

### Interior
El pórtico de entrada alberga una placa en la que se dice la fecha de construcción de la parroquia, y la entrada a una pequeña sala que contiene las escaleras para subir al campanario
En la nave central se encuentra el retablo mayor, de estilo neobarroco, que alberga las figuras de San Juan Bautista, la Virgen del Rosario, la Virgen del Carmen, San José, San Ignacio de Loyola, San Francisco Javier y un cuadro del arcángel San Miguel. Este retablo pertenecía al colegio de los Jesuitas de León. Al final de esta se encuentra el coro alto, al cual tienes que subir por unas escaleras.
En la nave lateral izquierda se encuentra un retablo más pequeño que el anterior, de estilo neoclásico, que alberga la figura del Sagrado Corazón, el niño Jesús y San Antonio. En esta nave también se encuentra la pila bautismal y uno de los confesionarios. Durante la Navidad se expone el belén parroquial.
En la nave lateral derecha se encuentra otro retablo pequeño, también de estilo neoclásico, que alberga la figura de la Inmaculada Concepción, Santa Rita y San Isidoro de Sevilla, en Trobajo, llamado San Isidoro del Monte, por el cual se celebra una romería el día 26 de abril. En esta nave se encuentra el coro menor y la entrada a la sacristía.

### Exterior
El campanario alberga dos campanas, una dedicada a San Juan Bautista y otra a María y José, padres de Jesús.
Antiguamente, en un patio trasero, se encontraba el cementerio, hasta que en los años setenta, se trasladó a las afueras de la localidad, donde se encuentra actualmente.

## Organizaciones parroquiales
La parroquia cuenta con los siguientes grupos:
- Coro Polifónico San Juan Bautista.
- Coro Parroquial Santiago Apóstol.
- Grupo de Cáritas Parroquial, que ayuda en las necesidades de los más pobres de la localidad.
- Grupo de limpieza parroquial.
- Grupo de catequesis de comunión.
- Grupo de catequesis de confirmación.
- Grupo de jóvenes pos-confirmación.

- Datos: Q58879718
- Multimedia: Church of San Juan Bautista, Trobajo del Camino / Q58879718